# (58186) Langkavel
(58186) Langkavel est un astéroïde de la ceinture principale.

## Description
(58186) Langkavel est un astéroïde de la ceinture principale. Il fut découvert le 13 septembre 1991 à Tautenburg par Lutz Dieter Schmadel et Freimut Börngen. Il présente une orbite caractérisée par un demi-grand axe de 2,20 UA, une excentricité de 0,03 et une inclinaison de 2,0° par rapport à l'écliptique.

## Compléments